# Fascismo italiano

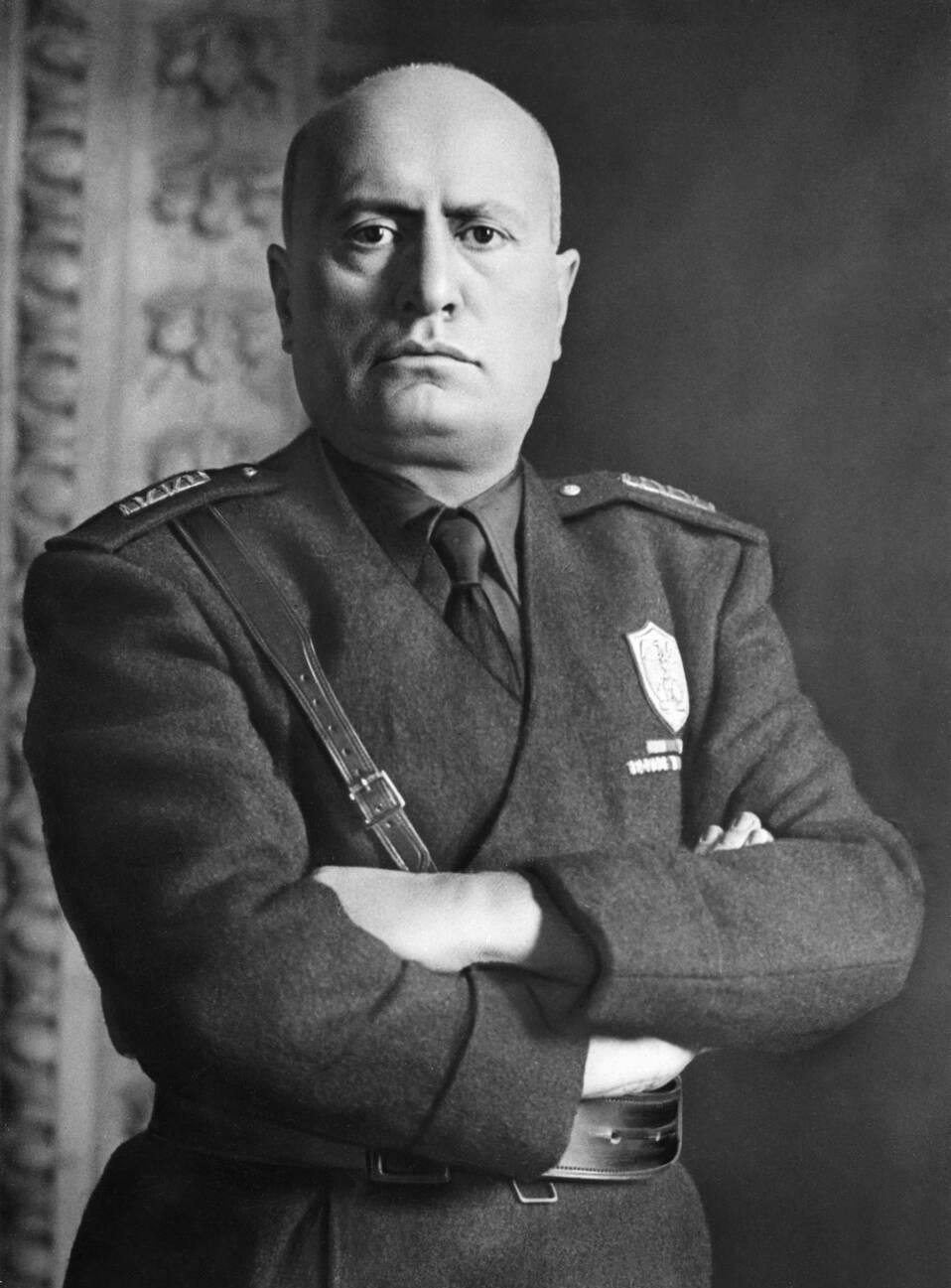
Retrato de Benito Mussolini, Duce do Partido Nacional Fascista

Fascismo italiano, também chamado de fascismo clássico, é a ideologia fascista original, que Giovanni Gentile e Benito Mussolini desenvolveram na Itália. A ideologia do fascismo italiano está associada a uma série de partidos políticos liderados por Mussolini: o Partido Nacional Fascista (PNF), que governou o Reino da Itália de 1922 a 1943, e o Partido Republicano Fascista (PRF), que governou a República Social Italiana de 1943 a 1945. O fascismo italiano também está associado ao Movimento Social Italiano (MSI) do pós-guerra e, posteriormente, às organizações políticas neofascistas italianas.
O fascismo italiano originou-se de combinações ideológicas de ultranacionalismo e nacionalismo italiano, sindicalismo nacional e nacionalismo revolucionário, e do militarismo do irredentismo italiano para recuperar "territórios ultramarinos perdidos da Itália" considerados necessários para restaurar o orgulho nacionalista italiano.  Os fascistas italianos também afirmaram que a Itália moderna era herdeira do legado imperial da Roma Antiga e que existiam provas históricas que apoiavam a criação de uma Itália Imperial Fascista para fornecer spazio vitale (espaço vital) para a Segunda Guerra Ítalo-Senussi de colonização de colonos italianos a caminho de estabelecer o controle hegemônico da bacia terrestre do Mar Mediterrâneo. 
O fascismo italiano promoveu um sistema econômico corporativista, através do qual os sindicatos de empregadores e empregados estão ligados em associações para representar coletivamente os produtores económicos da nação e trabalhar em conjunto com o Estado para definir a política económica nacional.  Este sistema econômico pretendia resolver os conflitos de classes através da colaboração entre as classes. 
O fascismo italiano opôs-se ao liberalismo, especialmente ao liberalismo clássico, que os líderes fascistas denunciaram como "o desastre do individualismo".   O fascismo opôs-se ao socialismo devido à frequente oposição deste ao nacionalismo,  mas também se opôs ao conservadorismo reacionário desenvolvido por Joseph de Maistre.  Acreditava que o sucesso do nacionalismo italiano exigia respeito pela tradição e um claro sentido de um passado partilhado entre o povo italiano, juntamente com um compromisso com uma Itália modernizada. 
Originalmente, muitos fascistas italianos se opunham ao nazismo, já que o fascismo na Itália não defendia o nordicismo nem, inicialmente, o antissemitismo inerente à ideologia nazista; no entanto, muitos fascistas, em particular o próprio Mussolini, defendiam ideias racistas (especificamente o antieslavismo) que foram consagradas na lei como política oficial ao longo do governo fascista.  À medida que a Itália Fascista e Alemanha Nazista se aproximaram politicamente na segunda metade da década de 1930, as leis e políticas italianas tornaram-se explicitamente antissemitas devido à pressão da Alemanha nazi (embora as leis antissemitas não fossem comumente aplicadas em Itália),   incluindo a aprovação das leis raciais italianas  (Ver: Ditadura constitucional). Quando os fascistas estavam no poder, também perseguiram algumas minorias linguísticas na Itália.   Além disso, os gregos no Dodecaneso e no Épiro do Norte, que estavam então sob ocupação e influência italiana, foram perseguidos. 

## Etimologia
O termo italiano fascismo é derivado de fascio, que significa 'feixe de gravetos', derivado do latim fasces.  Este era o nome dado às organizações políticas na Itália conhecidas como fascismo, grupos semelhantes a guildas ou sindicatos. Segundo o próprio relato do ditador fascista italiano Benito Mussolini, as Fasces de Ação Revolucionária foram fundadas na Itália em 1915.  Em 1919, Mussolini fundou o Fasces Italiano de Combate em Milão, que se tornou o Partido Nacional Fascista dois anos depois. Os fascistas passaram a associar o termo ao antigo fasces romano ou fascio littorio,  um feixe de varas amarradas em torno de um machado,  um antigo símbolo romano da autoridade do magistrado cívico,  carregado por seus lictores. O simbolismo dos fasces sugeria força através da unidade: uma única haste é facilmente quebrada, enquanto o feixe é difícil de quebrar. 
Antes de 1914, o símbolo do fasces era amplamente empregado por vários movimentos políticos, muitas vezes de esquerda ou liberal. Por exemplo, de acordo com Robert Paxton, " Marianne, símbolo da República Francesa, era frequentemente retratada no século XIX carregando os fasces para representar a força da solidariedade republicana contra seus inimigos aristocráticos e clericais."  O símbolo frequentemente aparecia como um motivo arquitetônico, por exemplo no Teatro Sheldonian na Universidade de Oxford e no Lincoln Memorial em Washington, D.C 

O fasces, um símbolo da República Romana, foi empregado na era moderna por vários movimentos políticos para denotar força através da unidade.

## Crenças principais

### Nacionalismo

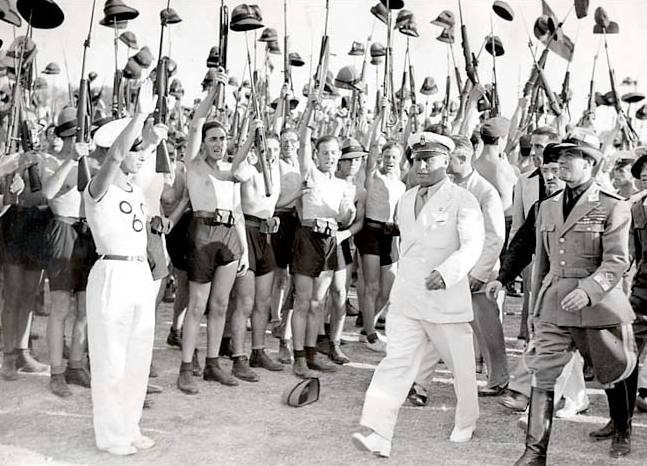
Benito Mussolini e a juventude fascista dos camisas-negras em 1935

O fascismo italiano baseia-se no nacionalismo italiano e, em particular, procura completar o que considera o projecto incompleto do Risorgimento, incorporando a Itália Irredenta (Itália não redimida) no estado da Itália.   O Partido Nacional Fascista (PNF), fundado em 1921, declarou que o partido deveria servir como "uma milícia revolucionária colocada ao serviço da nação. Segue uma política baseada em três princípios: ordem, disciplina e hierarquia". 

Ela identifica a Itália moderna como herdeira do Império Romano e da Itália durante o Renascimento e promove a identidade cultural da Romanitas (romanidade).  O fascismo italiano historicamente procurou forjar um forte Império Italiano como uma Terceira Roma, identificando a Roma antiga como a Primeira Roma e a Itália da era renascentista como a Segunda Roma.  O fascismo italiano emulou a Roma antiga e, em particular, Mussolini emulou os antigos líderes romanos, como Júlio César como modelo para a ascensão dos fascistas ao poder e ago o como modelo para a construção de impérios.  O fascismo italiano promoveu diretamente o imperialismo, como na Doutrina do Fascismo (1932), escrita por Giovanni Gentile em nome de Mussolini:
O Estado fascista é uma vontade de poder e império. A tradição romana é, aqui, uma força poderosa. De acordo com a Doutrina do Fascismo, um império não é apenas um conceito territorial, militar ou mercantil, mas também espiritual e moral. Pode-se pensar em um império, isto é, uma nação, que guia direta ou indiretamente outras nações, sem a necessidade de conquistar um único quilômetro quadrado de território.  – Benito Mussolini e Giovanni Gentile, ''A Doutrina do Fascismo'' (1932)

#### Irredentismo e expansionismo
O fascismo enfatizou a necessidade da restauração da tradição do Risorgimento Mazziniano que se seguiu à unificação da Itália, que os fascistas alegavam ter sido deixada incompleta e abandonada na Itália da era Giolittiana .  O fascismo buscava a incorporação de territórios reivindicados como "não redimidos" na Itália.

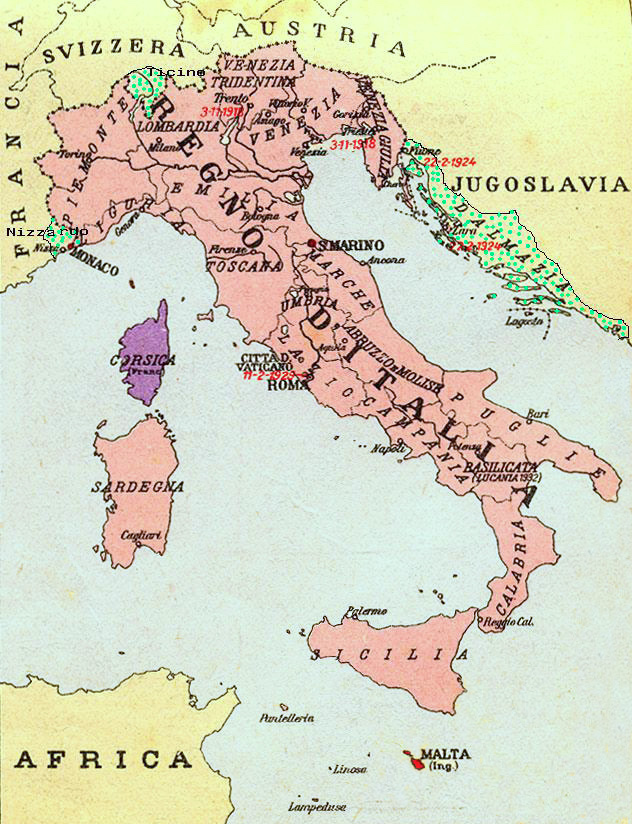
Regiões étnicas italianas reivindicadas na década de 1930. Saboia e Corfu foram reivindicadas posteriormente.
Nice, Ticino e Dalmácia
Malta
Córsega

A leste da Itália, os fascistas afirmavam que a Dalmácia era uma terra de cultura italiana cujos italianos (italianos dálmatas), incluindo aqueles de ascendência eslava do sul italianizada, haviam sido expulsos da Dalmácia e exilados na Itália, e apoiavam o retorno dos italianos de herança dálmata.  Mussolini identificou a Dalmácia como tendo fortes raízes culturais italianas durante séculos através do Império Romano e da República de Veneza.  Os fascistas concentraram especialmente as suas reivindicações na herança cultural veneziana da Dalmácia, afirmando que o domínio veneziano tinha sido benéfico para todos os dálmatas e tinha sido aceite pela população dálmata.  Os fascistas ficaram indignados quando, em 1919, após a Primeira Guerra Mundial, o acordo entre a Itália e os Aliados da Entente para que a Dalmácia se juntasse à Itália, feito no Tratado de Londres de 1915, foi revogado.  O regime fascista apoiou a anexação da região da Eslovênia, na Iugoslávia, à Itália, que já detinha uma parte da população eslovena, pelo que a Eslovénia se tornaria uma província italiana,  resultando num quarto do território étnico esloveno e aproximadamente 327.000 de uma população total de 1,3  milhões de eslovenos sujeitos à italianização forçada.   O regime fascista impôs a italianização obrigatória às populações alemãs e eslavas do sul que viviam dentro das fronteiras da Itália.  O regime fascista aboliu o ensino das línguas minoritárias alemãs e eslavas nas escolas, os jornais alemães e eslavas foram encerrados e os nomes geográficos e familiares em áreas de línguas alemãs ou eslavas deveriam ser italianizados.  Isto resultou numa violência significativa contra os eslavos do sul considerados resistentes à italianização.  O regime fascista apoiou a anexação da Albânia, afirmou que os albaneses estavam etnicamente ligados aos italianos por meio de laços com as populações pré-históricas italiotas, ilírias e romanas e que a grande influência exercida pelos impérios romano e veneziano sobre a Albânia justificava o direito da Itália de possuí-la.  O regime fascista também justificou a anexação da Albânia com base no facto de que — uma vez que várias centenas de milhares de pessoas de ascendência albanesa já tinham sido absorvidas pela sociedade do sul da Itália — a incorporação da Albânia era uma medida razoável que uniria as pessoas de ascendência albanesa num único Estado.  O regime fascista apoiou o irredentismo albanês, dirigido contra o Kosovo e o Epiro, predominantemente povoados por albaneses, particularmente em Chameria, habitada por um número substancial de albaneses.  Depois de a Itália ter anexado a Albânia em 1939, o regime fascista aprovou a assimilação dos albaneses pelos italianos e a colonização da Albânia com colonos italianos da Península Itálica para a transformar gradualmente numa terra italiana.  O regime fascista reivindicou as Ilhas Jônicas como território italiano, com base no facto de as ilhas terem pertencido à República de Veneza desde meados do século XIV até ao final do século XVIII. 
A oeste da Itália, os fascistas reivindicaram os territórios da Córsega, Nice e Saboia e ao sul reivindicaram os territórios de Malta e Corfu devido à presença de italianos corsos, italianos niçardos, italianos malteses, italianos corfiotas e italianos saboianos.   Durante o período de unificação italiana em 1860 a 1861, o primeiro-ministro do Piemonte-Sardenha, Camillo Benso, conde de Cavour, que liderava o esforço de unificação, enfrentou a oposição do imperador francês Napoleão III, que indicou que a França se oporia à unificação italiana a menos que recebesse o Condado de Nice e Saboia, que eram mantidos pelo Piemonte-Sardenha, já que a França não queria um estado poderoso com o controle de todas as passagens dos Alpes.  Como resultado, o Piemonte-Sardenha foi pressionado a conceder Nice e Saboia à França em troca da aceitação da unificação da Itália.  O regime fascista produziu literatura sobre a Córsega que apresentava evidências da italianidade da ilha.  O regime fascista produziu literatura sobre Nice que justificava que Nice era uma terra italiana com base em critérios históricos, étnicos e linguísticos.  Os fascistas citaram o estudioso medieval italiano Petrarca, que disse: "A fronteira da Itália é o Var; consequentemente, Nice é uma parte da Itália".  Os fascistas citaram o herói nacional italiano Giuseppe Garibaldi, que disse: "A Córsega e Nice não devem pertencer à França; chegará o dia em que uma Itália consciente do seu verdadeiro valor reclamará as suas províncias que agora definham tão vergonhosamente sob o domínio estrangeiro".  Mussolini inicialmente procurou promover a anexação da Córsega por meios políticos e diplomáticos, acreditando que a Córsega poderia ser anexada à Itália, primeiro incentivando as tendências autonomistas existentes na Córsega e depois a independência da Córsega da França, que seria seguida pela anexação da Córsega à Itália. 
No norte da Itália, o regime fascista da década de 1930 tinha planos para a região de Ticino, amplamente povoada por italianos (suíços-italianos), e para a região de Graubünden, na Suíça, povoada por romanche (os romanche são um povo com uma língua de base latina).  Em Novembro de 1938, Mussolini declarou ao Grande Conselho Fascista: "Traremos a nossa fronteira até ao Passo de São Gotardo".  O regime fascista acusou o governo suíço de oprimir o povo romanche nos Grisões.  Mussolini argumentou que o romanche era um dialeto italiano e, portanto, o Grisão deveria ser incorporado à Itália.  O Ticino também foi reivindicado porque a região pertenceu ao Ducado de Milão desde meados do século XIV até 1515, além de ser habitada por falantes de italiano de etnia italiana.  Também foi levantada uma reclamação com base no fato de que as áreas que agora fazem parte dos Grisões no vale de Mesolcina e Hinterrhein eram detidas pela família milanesa Trivulzio, que governou a partir do Castelo de Mesocco no final do século XV.  Também durante o verão de 1940, Galeazzo Ciano se encontrou com Hitler e Ribbentrop e propôs-lhes a dissecação da Suíça ao longo da cadeia central dos Alpes Ocidentais, o que deixaria a Itália também com o cantão de Valais, além das reivindicações levantadas anteriormente. 

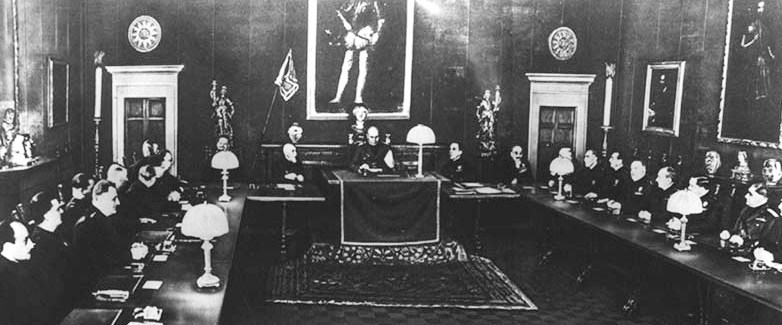
A sessão do Grande Conselho de 9 de maio de 1936, onde foi proclamado o Império Italiano

A sul, o regime reivindicou o arquipélago de Malta, que estava nas mãos dos britânicos desde 1800.  Mussolini afirmou que a língua maltesa era um dialeto do italiano e teorias sobre Malta ser o berço da civilização latina foram promovidas.   O italiano foi amplamente utilizado em Malta nos campos literário, científico e jurídico e foi uma das línguas oficiais de Malta até 1937, quando seu status foi abolido pelos britânicos em resposta à invasão da Etiópia pela Itália.  Os irredentistas italianos afirmavam que os territórios na costa do Norte de África eram a Quarta Costa da Itália e usavam o domínio romano histórico no Norte de África como um precedente para justificar a incorporação de tais territórios à jurisdição italiana como sendo um "retorno" da Itália ao Norte de África.  Em Janeiro de 1939, a Itália anexou territórios na Líbia que considerava fazer parte da Quarta Costa da Itália, com as quatro províncias costeiras da Líbia, Trípoli, Misurata, Benghazi e Derna, a tornarem-se parte integrante da Itália metropolitana.  Ao mesmo tempo, os indígenas líbios tiveram a possibilidade de requerer a “Cidadania Italiana Especial”, que exigia que essas pessoas fossem alfabetizadas na língua italiana e limitava este tipo de cidadania a ser válida apenas na Líbia.  A Tunísia, que havia sido tomada pela França como protetorado em 1881, tinha a maior concentração de italianos no Norte da África e sua tomada pela França foi vista como uma lesão à honra nacional na Itália, no que eles perceberam como uma "perda" da Tunísia dos planos italianos de incorporá-la.  Ao entrar na Segunda Guerra Mundial, a Itália declarou a sua intenção de tomar a Tunísia, bem como a província de Constantino, na Argélia, da França. 
Ao sul, o regime fascista tinha interesse em expandir as possessões coloniais africanas da Itália. Na década de 1920, a Itália considerava Portugal um país fraco e impróprio para uma potência colonial devido ao seu fraco domínio sobre as suas colónias e à sua má gestão e, como tal, desejava anexar as colónias de Portugal.  As relações da Itália com Portugal foram influenciadas pela ascensão ao poder do regime nacionalista conservador e autoritário de Salazar, que adotou métodos fascistas, embora Salazar tenha mantido a aliança tradicional de Portugal com a Grã-Bretanha. 

#### Racismo

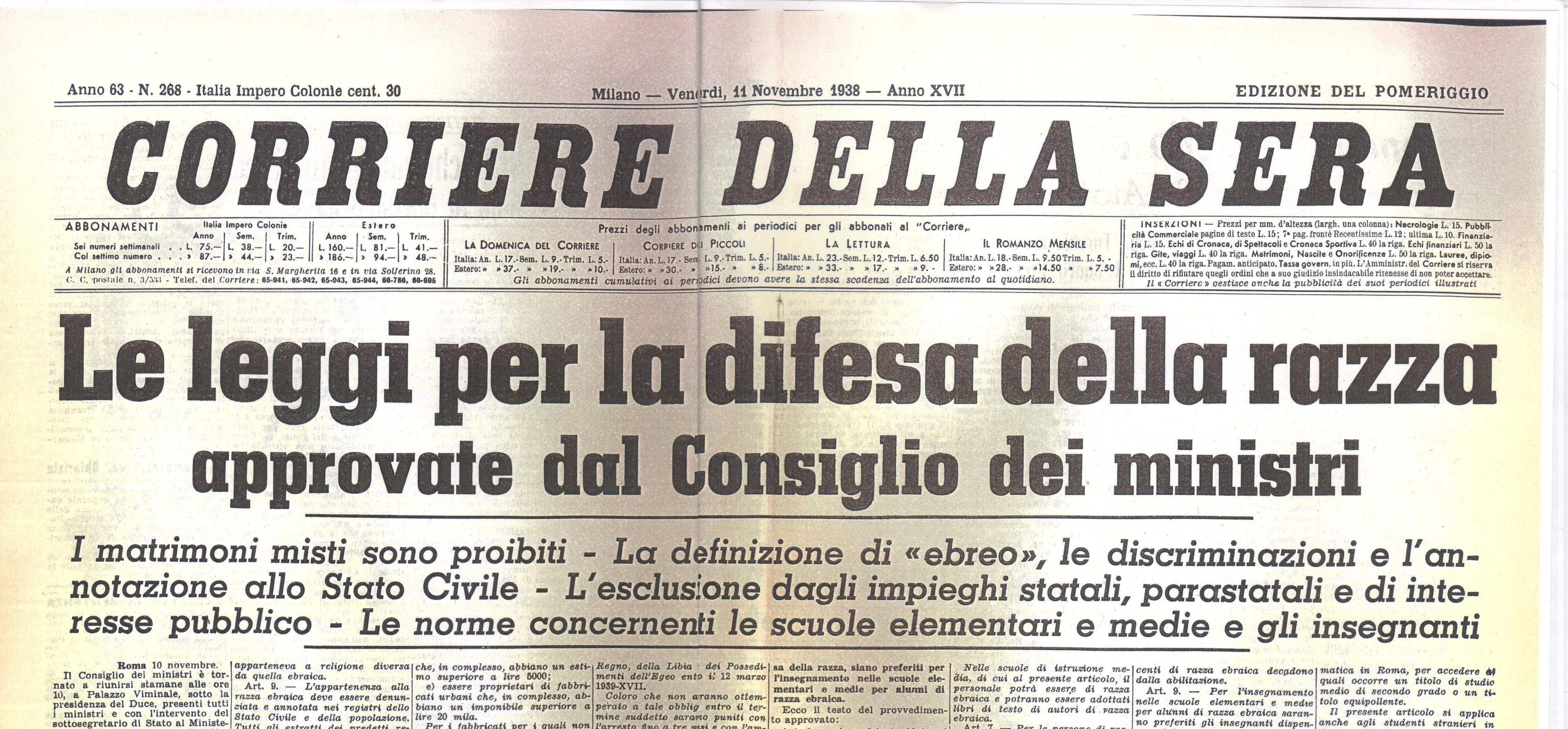
Primeira página do jornal italiano Corriere della Sera em 11 de novembro de 1938: "As leis para a defesa da raça aprovadas pelo Conselho de Ministros". No mesmo dia, as Leis Raciais entraram em vigor sob o regime fascista italiano, decretando a discriminação racial e a perseguição aos judeus italianos.

Até a aliança de Benito Mussolini com Adolf Hitler, ele sempre negou qualquer antissemitismo dentro do Partido Nacional Fascista (PNF). No início da década de 1920, Mussolini escreveu um artigo que afirmava que o fascismo jamais levantaria uma "questão judaica" e que "a Itália não conhece o antissemitismo e acreditamos que nunca o conhecerá" e então elaborou "esperemos que os judeus italianos continuem a ser sensatos o suficiente para não dar origem ao antissemitismo no único país onde ele nunca existiu".  Em 1932, durante uma conversa com Emil Ludwig, Mussolini descreveu o antissemitismo como um "vício alemão" e declarou: "Não havia 'Questão Judaica' na Itália e não poderia haver em um país com um sistema de governo saudável".  Em várias ocasiões, Mussolini falou positivamente sobre os judeus e o movimento sionista.  Mussolini rejeitou inicialmente o racismo nazista, especialmente a ideia de uma raça superior, como "um disparate absoluto, estúpido e idiota".  Durante o Holocausto, a Itália fascista, bem como as zonas de ocupação na Grécia, França e Iugoslávia, permaneceram áreas relativamente seguras tanto para os judeus locais quanto para os refugiados de outros países, até a rendição italiana em setembro de 1943.
Em 1929, Mussolini reconheceu as contribuições dos judeus italianos à sociedade italiana, apesar de seu status minoritário, e acreditava que a cultura judaica era mediterrânea, alinhando-se com sua perspectiva mediterrânea inicial. Ele também argumentou que os judeus italianos eram nativos da Itália, pois viviam na Península Itálica desde os tempos romanos.   Inicialmente, a Itália Fascista não promulgou políticas racistas abrangentes como aquelas políticas que foram promulgadas por sua parceira do Eixo na Segunda Guerra Mundial, Alemanha Nazista. O líder do Partido Nacional Fascista da Itália, Benito Mussolini, expressou diferentes opiniões sobre o tema racial ao longo de sua carreira. Numa entrevista realizada em 1932 no Palazzo Venezia, em Roma, ele disse: "Raça? É um sentimento, não uma realidade: noventa e cinco por cento, pelo menos, é um sentimento. Nada jamais me fará acreditar que raças biologicamente puras possam ser demonstradas como existentes hoje".  Em 1938, no entanto, ele começou a apoiar ativamente as políticas racistas do regime fascista italiano, como evidenciado por seu endosso do "Manifesto da Raça", cujo sétimo ponto afirmava que "é hora de os italianos se proclamarem abertamente racistas",  embora Mussolini dissesse que o Manifesto foi endossado "inteiramente por razões políticas", em deferência aos desejos da Alemanha Nazista.  O “Manifesto da Raça”, publicado em 14 de julho de 1938, abriu caminho para a promulgação das Leis Raciais.  Membros destacados do Partido Nacional Fascista (PNF), como Dino Grandi e Italo Balbo, teriam se oposto às Leis Raciais.  Balbo, em particular, considerava que o antissemitismo não tinha nada a ver com o fascismo e opunha-se firmemente às leis antissemitas.  Depois de 1938, a discriminação e a perseguição intensificaram-se e tornaram-se uma marca cada vez mais importante da ideologia e das políticas fascistas italianas.  No entanto, Mussolini e os militares italianos não aplicaram consistentemente as leis adoptadas no Manifesto da Raça.  Em 1943, Mussolini lamentou o endosso, dizendo que poderia ter sido evitado.  Após a Segunda Guerra Ítalo-Etíope, o governo fascista italiano implementou uma segregação racial rigorosa entre brancos e negros na Etiópia. 

### Totalitarismo
Em 1925, o PNF declarou que o estado fascista da Itália seria totalitário.  O termo “totalitário” foi inicialmente usado como uma acusação pejorativa pela oposição liberal da Itália, que denunciou o movimento fascista por tentar criar uma ditadura total.  No entanto, os fascistas responderam aceitando que eram totalitários, mas apresentaram o totalitarismo de um ponto de vista positivo.  Mussolini descreveu o totalitarismo como uma busca por forjar um estado nacional autoritário que seria capaz de completar o Risorgimento da Itália Irredenta, forjar uma Itália moderna poderosa e criar um novo tipo de cidadão – italianos fascistas politicamente ativos. 

A Doutrina do Fascismo (1932) descreveu a natureza do totalitarismo do fascismo italiano, afirmando o seguinte:
O fascismo defende a única liberdade que pode ser considerada algo sério: a liberdade do Estado e do indivíduo no Estado. Portanto, para o fascista, tudo está no Estado, e nenhum ser humano ou espiritual existe, ou tem qualquer tipo de valor, fora do Estado. Nesse sentido, o fascismo é totalitário, e o Estado fascista, que é a síntese e a unidade de todos os valores, interpreta, desenvolve e fortalece toda a vida do povo.   – Benito Mussolini e Giovanni Gentile, ''A Doutrina do Fascismo'' (1932)
O jornalista americano H.R. Knickerbocker escreveu em 1941: "O Estado fascista de Mussolini é o menos terrorista dos três Estados totalitários. O terror é tão brando, em comparação com as variantes soviética ou nazista, que quase não se qualifica como terrorista." Como exemplo, ele descreveu um amigo jornalista italiano que se recusou a se tornar fascista. Ele foi demitido do jornal e colocado sob vigilância 24 horas, mas não foi assediado; seu contrato de trabalho foi acertado por uma quantia fixa e ele foi autorizado a trabalhar para a imprensa estrangeira. Knickerbocker contrastou seu tratamento com a inevitável tortura e execução sob Stalin ou Hitler, e afirmou: "você tem uma boa ideia da relativa suavidade do tipo italiano de totalitarismo". 
Entretanto, desde a Segunda Guerra Mundial, historiadores notaram que nas colônias da Itália o fascismo italiano exibiu níveis extremos de violência. As mortes de um décimo da população da colónia italiana da Líbia ocorreram durante a era fascista, incluindo o uso de gaseamentos, campos de concentração, fome e doenças; e na Etiópia, durante a Segunda Guerra Ítalo-Etíope e depois, em 1938, um quarto de milhão de etíopes morreram. 

### Economia corporativista
O fascismo italiano promoveu um sistema econômico corporativista. A economia envolvia sindicatos de empregadores e empregados vinculados em associações corporativas para representar coletivamente os produtores econômicos do país e trabalhar junto com o estado para definir a política econômica nacional.  Mussolini declarou que a economia era uma “Terceira Alternativa” ao capitalismo e ao marxismo, que o fascismo italiano considerava “doutrinas obsoletas”.  Por exemplo, ele disse em 1935 que o capitalismo ortodoxo não existia mais no país. Os planos preliminares de 1939 pretendiam dividir o país em 22 corporações que enviariam representantes de cada indústria ao Parlamento. 
A permissão do estado era necessária para quase qualquer atividade comercial, como expandir uma fábrica, fundir uma empresa ou demitir ou dispensar um funcionário. Todos os salários eram definidos pelo governo, e um salário mínimo foi imposto na Itália. As restrições ao trabalho aumentaram. Embora as empresas ainda pudessem obter lucros,  o fascismo italiano apoiou a criminalização das greves dos empregados e dos lockouts dos empregadores como atos ilegais que considerava prejudiciais para a comunidade nacional como um todo. 

### Papéis de idade e gênero
O hino político dos fascistas italianos chamava-se Giovinezza (Juventude).  O fascismo identifica o período da idade física da juventude como um momento crítico para o desenvolvimento moral das pessoas que afetará a sociedade. 
O fascismo italiano perseguiu o que chamou de "higiene moral" da juventude, particularmente no que diz respeito à sexualidade.  A Itália fascista promoveu o que considerava comportamento sexual normal na juventude, ao mesmo tempo que denunciava o que considerava comportamento sexual desviante.  Condenou a pornografia, a maioria das formas de controlo de natalidade e dispositivos contraceptivos (com exceção do preservativo), a homossexualidade e a prostituição como comportamento sexual desviante.  A Itália fascista considerava a promoção da excitação sexual masculina antes da puberdade como a causa da criminalidade entre os jovens do sexo masculino.  A Itália fascista refletia a crença da maioria dos italianos de que a homossexualidade era errada. Em vez do ensinamento católico tradicional de que era um pecado, foi adotada uma nova abordagem, baseada na psicanálise contemporânea, de que era uma doença social.  A Itália fascista empreendeu uma campanha agressiva para reduzir a prostituição de mulheres jovens. 
Mussolini percebeu que o papel principal das mulheres era o de gerar filhos, enquanto os homens eram guerreiros, dizendo uma vez que "a guerra é para o homem o que a maternidade é para a mulher".   Em um esforço para aumentar as taxas de natalidade, o governo fascista italiano iniciou políticas destinadas a reduzir a necessidade de as famílias dependerem de uma renda dupla. A política mais evidente para diminuir a participação feminina no local de trabalho foi um programa de incentivo às famílias numerosas, onde os pais recebiam subsídios para um segundo filho e subsídios proporcionalmente aumentados para um terceiro, quarto, quinto e sexto filho.  O fascismo italiano apelou para que as mulheres fossem homenageadas como "reprodutoras da nação" e o governo fascista italiano realizou cerimónias rituais para honrar o papel das mulheres na nação italiana.  Em 1934, Mussolini declarou que o emprego de mulheres era um "aspecto importante do espinhoso problema do desemprego" e que, para as mulheres, trabalhar era "incompatível com a gravidez". Mussolini prosseguiu dizendo que a solução para o desemprego dos homens era o “êxodo das mulheres da força de trabalho”.  Embora o Manifesto Fascista inicial contivesse uma referência ao sufrágio universal, essa ampla oposição ao feminismo significava que, quando concedeu às mulheres o direito de votar em 1925, ele se limitou apenas à votação em eleições locais e se aplicava apenas a uma pequena parcela da população feminina. Além disso, esta reforma tornou-se rapidamente redundante, uma vez que as eleições locais foram abolidas em 1926 como parte das Leis Fascistas Excepcionais [it].  

### Tradição

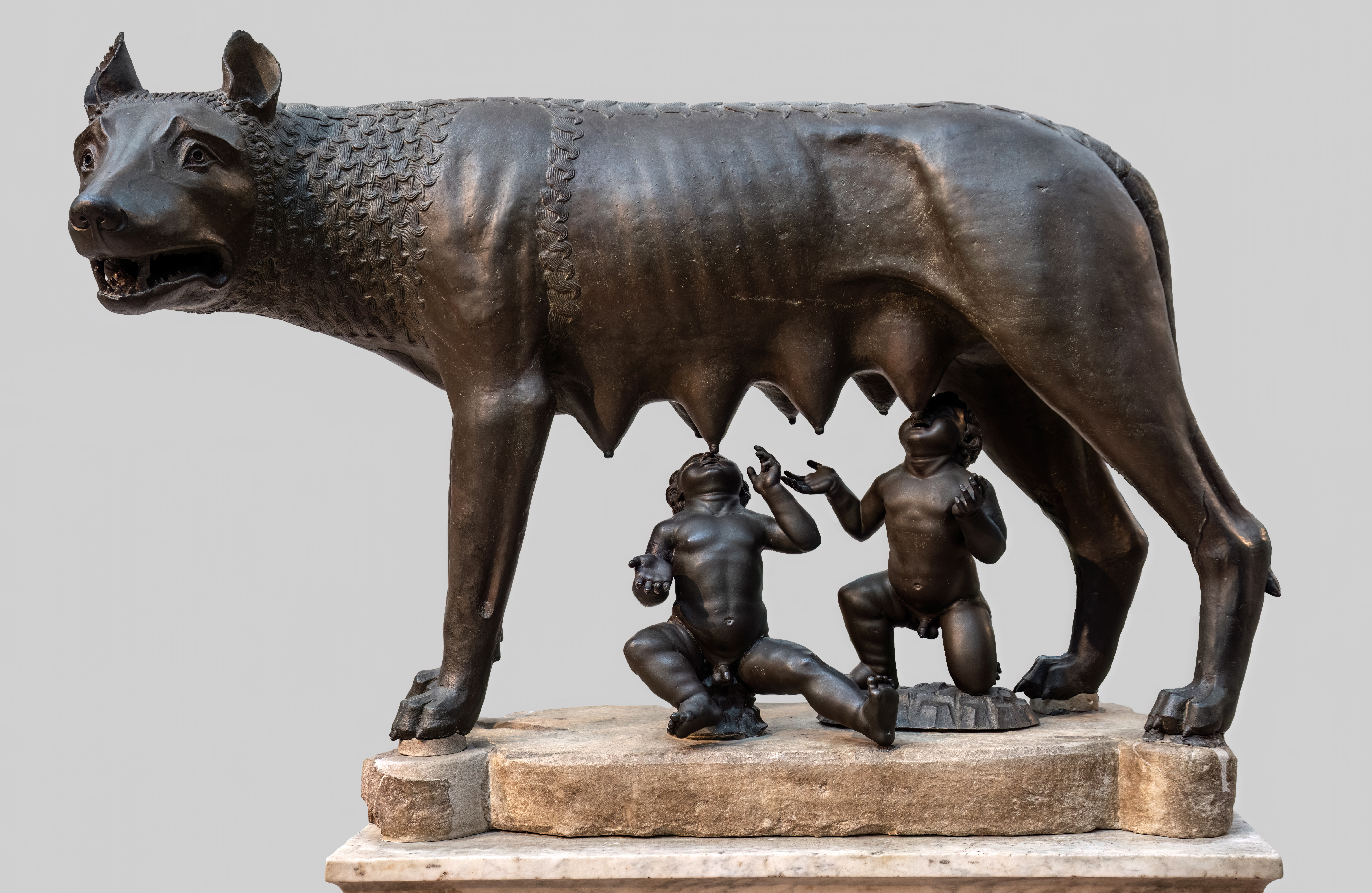
Loba romana, símbolo da lenda fundadora de Roma

O fascismo italiano acreditava que o sucesso do nacionalismo italiano exigia um claro sentido de um passado partilhado entre o povo italiano, juntamente com um compromisso com uma Itália modernizada.  Num famoso discurso de 1926, Mussolini apelou a uma arte fascista que fosse "tradicionalista e ao mesmo tempo moderna, que olhasse para o passado e ao mesmo tempo para o futuro". 
Os símbolos tradicionais da civilização romana foram utilizados pelos fascistas, particularmente os fasces que simbolizavam a unidade, a autoridade e o exercício do poder.  Outros símbolos tradicionais da Roma antiga usados pelos fascistas incluíam a loba.  Os fasces e a loba simbolizavam a herança romana partilhada por todas as regiões que constituíam a nação italiana.  Em 1926, o fasces foi adotado pelo governo fascista da Itália como um símbolo do estado.  Naquele ano, o governo fascista tentou redesenhar a bandeira nacional italiana para incorporar os fasces nela.  Esta tentativa de incorporar os fasces na bandeira foi interrompida pela forte oposição à proposta dos monarquistas italianos.  Depois, o governo fascista, em cerimônias públicas, hasteou a bandeira nacional tricolor juntamente com uma bandeira negra fascista.  Anos mais tarde, e depois que Mussolini foi forçado a deixar o poder pelo rei em 1943, apenas para ser resgatado pelas forças alemãs, a República Social Italiana fundada por Mussolini e os fascistas incorporou os fasces na bandeira de guerra do estado, que era uma variante da bandeira nacional tricolor italiana.
A questão do regime da monarquia ou da república na Itália foi uma questão que mudou várias vezes ao longo do desenvolvimento do fascismo italiano, uma vez que inicialmente o movimento fascista era republicano e denunciava a monarquia de Saboia.  No entanto, Mussolini abandonou taticamente o republicanismo em 1922 e reconheceu que a aceitação da monarquia era um compromisso necessário para ganhar o apoio do establishment e desafiar a ordem constitucional liberal que também apoiava a monarquia.  O rei Victor Emmanuel III tornou-se um governante popular após as conquistas da Itália após a Primeira Guerra Mundial e o exército manteve estreita lealdade ao rei, portanto, qualquer ideia de derrubar a monarquia foi descartada como imprudente pelos fascistas neste momento.  É importante referir que o reconhecimento da monarquia pelo fascismo proporcionou-lhe um sentido de continuidade histórica e de legitimidade.  Os fascistas identificaram publicamente o Rei Vítor Emanuel II, o primeiro Rei de uma Itália reunificada que havia iniciado o Risorgimento, juntamente com outras figuras históricas italianas como Caio Mário, Júlio César, Giuseppe Mazzini, Camillo Benso, Conde de Cavour, Giuseppe Garibaldi e outros, por estarem dentro de uma tradição de ditadura na Itália que os fascistas declararam que imitavam.  Contudo, este compromisso com a monarquia não produziu uma relação cordial entre o rei e Mussolini.  Embora Mussolini tivesse aceitado formalmente a monarquia, ele buscou e conseguiu em grande parte reduzir o poder do rei ao de uma figura decorativa.  O rei inicialmente detinha autoridade legal nominal completa sobre os militares por meio do Statuto Albertino, mas isso foi encerrado durante o regime fascista quando Mussolini criou o cargo de Primeiro Marechal do Império em 1938, uma posição de controle de duas pessoas sobre os militares mantida pelo rei e pelo chefe de governo que teve o efeito de eliminar a autoridade legal anteriormente exclusiva do rei sobre os militares, dando a Mussolini autoridade legal igual à do rei sobre os militares.  Na década de 1930, Mussolini ficou irritado com a existência contínua da monarquia devido à inveja do fato de que seu homólogo na Alemanha, Adolf Hitler, era chefe de estado e chefe de governo de uma república; e Mussolini denunciou a monarquia em particular e indicou que tinha planos de desmantelar a monarquia e criar uma república com ele mesmo como chefe de estado da Itália após um sucesso italiano na então antecipada grande guerra prestes a eclodir na Europa. 
Depois de ser destituído do cargo e preso pelo Rei em 1943, com o novo governo não fascista do Reino da Itália mudando de lado, do Eixo para os Aliados, o fascismo italiano retornou ao republicanismo e à condenação da monarquia.  Em 18 de setembro de 1943, Mussolini fez seu primeiro discurso público ao povo italiano desde seu resgate da prisão pelas forças aliadas alemãs, no qual elogiou a lealdade de Hitler como aliado, ao mesmo tempo que condenou o rei Vítor Emanuel III do Reino da Itália por trair o fascismo italiano.  Sobre o tema da monarquia removê-lo do poder e desmantelar o regime fascista, Mussolini declarou: "Não foi o regime que traiu a monarquia, foi a monarquia que traiu o regime" e que "Quando uma monarquia falha em seus deveres, ela perde toda razão de ser. ... O estado que queremos estabelecer será nacional e social no mais alto sentido da palavra; isto é, será fascista, retornando assim às nossas origens".  Os fascistas, neste ponto, não denunciaram a Casa de Saboia em toda a sua história e deram crédito a Vítor Emanuel II por sua rejeição de "pactos desdenhosamente desonrosos" e denunciaram Vítor Emanuel III por trair Vítor Emanuel II ao entrar em um pacto desonroso com os Aliados. 
A relação entre o fascismo italiano e a Igreja Católica era mista, já que originalmente os fascistas eram altamente anticlericais e hostis ao catolicismo, embora de meados ao final da década de 1920 o anticlericalismo tenha perdido terreno no movimento, à medida que Mussolini no poder buscava um acordo com a Igreja, já que esta tinha grande influência na sociedade italiana, com a maioria dos italianos sendo católicos.  Em 1929, o governo italiano assinou o Tratado de Latrão com a Santa Sé, uma concordata entre a Itália e a Igreja Católica que permitiu a criação de um pequeno enclave conhecido como Cidade do Vaticano como um estado soberano representando o papado . Isso pôs fim a anos de aparente alienação entre a Igreja e o governo italiano depois que a Itália anexou os Estados Papais em 1870. O fascismo italiano justificou a adoção de leis antissemitas em 1938 alegando que a Itália estava cumprindo o mandato religioso cristão da Igreja Católica, iniciado pelo Papa Inocêncio III no Quarto Concílio de Latrão de 1215, por meio do qual o Papa emitiu uma regulamentação rigorosa da vida dos judeus em terras cristãs. Os judeus eram proibidos de ocupar qualquer cargo público que lhes desse poder sobre os cristãos e eram obrigados a usar roupas distintas para distingui-los dos cristãos. 

## Doutrina

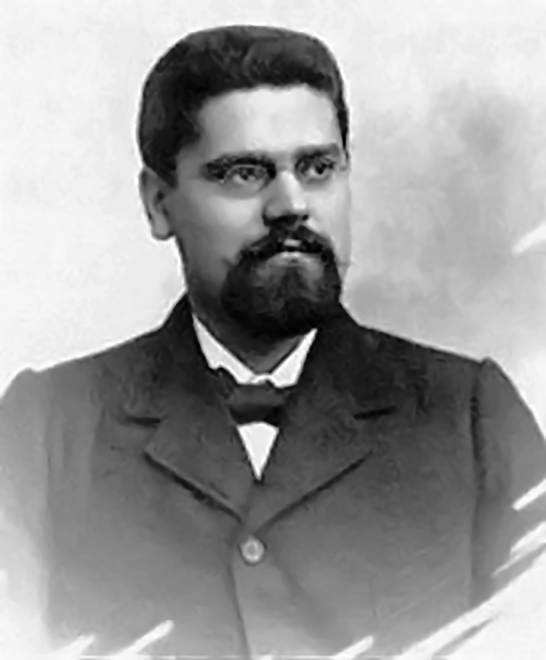
Giovanni Gentile, pai filósofo do fascismo italiano. Ele foi o ghostwriter de A Doutrina do Fascismo e o escritor do Manifesto dos Intelectuais Fascistas.

A Doutrina do Fascismo (La dottrina del fascismo, 1932) do filósofo atualista Giovanni Gentile é a formulação oficial do fascismo italiano, publicada sob o nome de Benito Mussolini em 1933.  Gentile foi intelectualmente influenciado por Hegel, Platão, Benedetto Croce e Giambattista Vico, portanto sua filosofia idealista atual foi a base para o fascismo.  Assim, a Weltanschauung da Doutrina propõe o mundo como ação no âmbito da humanidade – para além das restrições cotidianas da tendência política contemporânea, rejeitando a “paz perpétua” como fantástica e aceitando o Homem como uma espécie continuamente em guerra; aqueles que enfrentam o desafio alcançam a nobreza.  Ou seja, o idealismo atual geralmente aceitava que os conquistadores eram os homens de importância histórica, por exemplo, o romano Júlio César, o grego Alexandre o Grande, o franco Carlos Magno e o francês Napoleão. O filósofo-intelectual gentio foi especialmente inspirado pelo Império Romano (27 a.C. – 476 d.C., 1453), de onde deriva o fascismo: 
O fascista aceita e ama a vida; rejeita e despreza o suicídio como algo covarde. A vida, como ele a entende, significa dever, elevação, conquista; a vida deve ser elevada e plena, deve ser vivida para si mesmo, mas acima de tudo para os outros, próximos e distantes, presentes e futuros. Benito Mussolini e Giovanni Gentile, ''A Doutrina do Fascismo'' (1932)
Em 1925, Mussolini assumiu o título de Duce (Líder), derivado do latim dux (líder), um título de comando militar da República Romana. Além disso, embora a Itália fascista (1922-1943) seja historicamente considerada uma ditadura autoritária-totalitária, manteve a fachada original do governo "liberal democrático": o Grande Conselho do Fascismo permaneceu ativo como administrador; e o rei Vítor Emanuel III da Itália poderia - correndo o risco de sua coroa - demitir Mussolini como primeiro-ministro italiano, como aconteceu no caso dele. 
Gentile definiu o fascismo como uma doutrina anti-intelectual, epistemologicamente baseada na fé e não na razão. O misticismo fascista enfatizou a importância dos mitos políticos, que eram verdadeiros não como fatos empíricos, mas como "metarrealidade".  A arte, a arquitetura e os símbolos fascistas constituíram um processo que converteu o fascismo numa espécie de religião civil ou religião política.  A doutrina do fascismo afirma que o fascismo é uma “concepção religiosa da vida” e forma uma “comunidade espiritual” em contraste com o materialismo burguês.  O slogan Credere Obbedire Combattere (“Acredite, Obedeça, Lute”) reflete a importância da fé política no fascismo. 

Emblema do Partido Nacional Fascista

Segundo o historiador Zeev Sternhell, “a maioria dos líderes sindicalistas estavam entre os fundadores do movimento fascista”, que nos últimos anos ganharam cargos importantes no regime de Mussolini.  Mussolini expressou grande admiração pelas ideias de Georges Sorel,  que, segundo ele, foi fundamental no nascimento dos princípios fundamentais do fascismo italiano.  JL Talmon argumentou que o fascismo se autoproclamava “não apenas como uma alternativa, mas também como o herdeiro do socialismo”. 
La dottrina del fascismo propôs uma Itália com maiores padrões de vida sob um sistema fascista de partido único do que sob o governo democrático liberal multipartidário de 1920.  Como líder do Partido Nacional Fascista (PNF, Partito Nazionale Fascista ), Mussolini disse que a democracia é "bela na teoria; na prática, é uma falácia" e falou em celebrar o enterro do "cadáver pútrido da liberdade".   Em 1923, para dar ao deputado Mussolini o controle do governo parlamentar pluralista do Reino da Itália (1861–1946), um economista, o Barão Giacomo Acerbo, propôs — e o Parlamento italiano aprovou — a Lei Acerbo, mudando o sistema eleitoral de representação proporcional para representação majoritária. O partido que recebeu mais votos (desde que possuísse pelo menos 25% dos votos expressos) ganhou dois terços do parlamento; o terço restante foi dividido proporcionalmente entre os outros partidos, daí a manipulação fascista da lei democrática liberal que tornou a Itália um estado de partido único.
Em 1924, o PNF venceu as eleições com 65 por cento dos votos,  mas o Partido Socialista Unido recusou-se a aceitar tal derrota - especialmente o deputado Giacomo Matteotti, que em 30 de maio de 1924 no Parlamento acusou formalmente o PNF de fraude eleitoral e reiterou suas denúncias de violência política dos Camisas Negras do PNF e estava publicando Os Fascistas Expostos: Um Ano de Dominação Fascista, um livro que comprovava suas acusações.   Consequentemente, em 10 de junho de 1924, a Ceka  (aparentemente uma polícia secreta do partido, inspirada na Cheka soviética) assassinou Matteotti e dos cinco homens presos, Amerigo Dumini, também conhecido como Sicario del Duce (O Assassino do Líder), foi condenado a cinco anos de prisão, mas cumpriu apenas onze meses e foi libertado sob anistia do Rei Vítor Emanuel III. Além disso, quando o rei apoiou o primeiro-ministro Mussolini, os socialistas abandonaram o Parlamento em protesto, deixando os fascistas governarem sem oposição.  Naquela época, o assassinato ainda não era a norma do modus operandi e o Duce fascista italiano geralmente eliminava os oponentes à maneira do Império Romano: prisão política punida com banimento para uma ilha. 

## Condições que precipitaram a ascensão do fascismo

### Descontentamento nacionalista

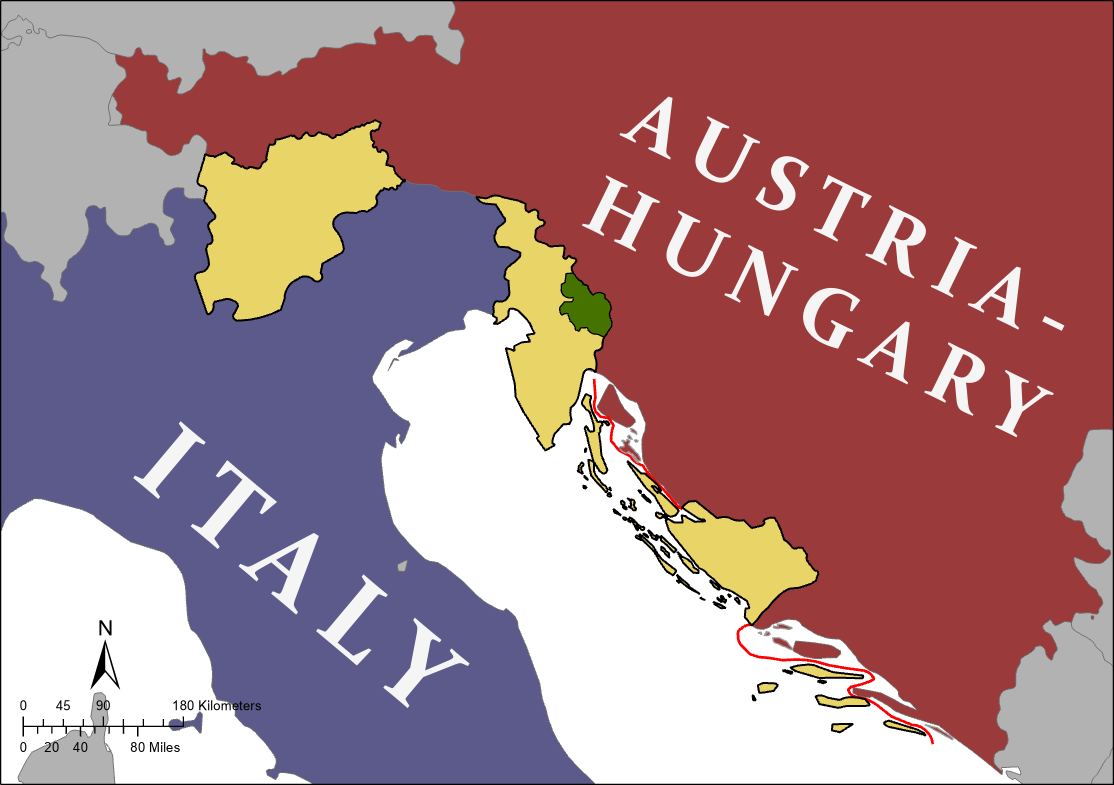
Territórios prometidos à Itália pelo Tratado de Londres (1915), ou seja, Trentino-Alto Ádige, a Marca Juliana e Dalmácia (marrom claro) e a área do Planalto de Snežnik (verde). A Dalmácia, após a Primeira Guerra Mundial, entretanto, não foi atribuída à Itália, mas à Iugoslávia.

Após a Primeira Guerra Mundial (1914-1918), apesar do Reino da Itália (1861-1946) ser uma potência aliada de pleno direito contra as Potências Centrais, o nacionalismo italiano alegou que a Itália foi enganada no Tratado de Saint-Germain-en-Laye (1919), impedindo assim o progresso da Itália para se tornar uma "Grande Potência".  Daí em diante, o PNF explorou com sucesso esse "desprezo" ao nacionalismo italiano ao apresentar o fascismo como o mais adequado para governar o país, alegando com sucesso que a democracia, o socialismo e o liberalismo eram sistemas fracassados. O PNF assumiu o governo italiano em 1922, consequência da oratória do líder fascista Mussolini e da violência política paramilitar dos camisas negras.
Na Conferência de Paz de Paris, em 1919, os Aliados obrigaram o Reino da Itália a ceder à Iugoslávia o porto croata de Fiume (Rijeka), uma cidade majoritariamente italiana e de pouca importância nacionalista, até o início de 1919. Além disso, em outros lugares, a Itália foi então excluída do Tratado secreto de Londres (1915), durante a guerra, que havia concordado com a Tríplice Entente;  no qual a Itália deveria deixar a Tríplice Aliança e se juntar ao inimigo declarando guerra contra o Império Alemão e a Áustria-Hungria em troca de territórios no final da guerra, sobre os quais o Reino da Itália tinha reivindicações (ver Itália irredenta).
Em Setembro de 1919, a resposta nacionalista do indignado herói de guerra Gabriele D'Annunzio foi declarar o estabelecimento da Regência Italiana de Carnaro .  Em seu estado italiano independente, ele se instalou como Duce Regente e promulgou a Carta del Carnaro (Carta de Carnaro, 8 de setembro de 1920), uma amálgama constitucional politicamente sincrética de políticas anarquistas de direita e esquerda, protofascistas e republicanas democráticas, que influenciou muito o desenvolvimento político-filosófico do fascismo italiano inicial. Como consequência do Tratado de Rapallo (1920), os militares metropolitanos italianos depuseram a Regência do Duce D'Annunzio no Natal de 1920. No desenvolvimento do modelo fascista de governo, D'Annunzio era um nacionalista e não um fascista, cujo legado de práxis política ("Política como Teatro") era estilístico (cerimônia, uniforme, arenga e cânticos) e não substantivo, que o fascismo italiano desenvolveu habilmente como um modelo de governo.  
Ao mesmo tempo, Mussolini e muitos dos seus apoiantes sindicalistas revolucionários gravitaram em direcção a uma forma de nacionalismo revolucionário, num esforço para “identificar a ‘comunalidade’ do homem não com a classe, mas com a nação”.  De acordo com A. James Gregor, Mussolini passou a acreditar que "o fascismo era a única forma de 'socialismo' apropriada às nações proletárias do século XX" enquanto ele estava no processo de mudar suas opiniões do socialismo para o nacionalismo.  Enrico Corradini, uma das primeiras influências no pensamento de Mussolini e mais tarde membro de sua administração, defendeu o conceito de nacionalismo proletário, escrevendo sobre a Itália em 1910: "Nós somos o povo proletário em relação ao resto do mundo. O nacionalismo é o nosso socialismo".  Mussolini viria a usar uma formulação semelhante, referindo-se, por exemplo, à Itália fascista durante a Segunda Guerra Mundial como as "nações proletárias que se levantam contra os plutocratas". 

### Agitação trabalhista

Um estudo sociológico da violência na Itália (1919–1922) por mineração de texto (largura da seta proporcional ao número de atos violentos entre grupos sociais)

Dadas as amálgamas políticas pragmáticas do fascismo italiano de políticas socioeconômicas de esquerda e direita, trabalhadores e camponeses descontentes provaram ser uma fonte abundante de poder político popular, especialmente por causa da oposição camponesa ao coletivismo agrícola socialista. Assim armado, o ex-socialista Benito Mussolini inspirou e mobilizou oratoriamente o povo do campo e da classe trabalhadora: "Declaramos guerra ao socialismo, não porque ele seja socialista, mas porque se opõe ao nacionalismo". Além disso, para o financiamento de campanhas no período de 1920-1921, o Partido Nacional Fascista também cortejou os industriais e os proprietários de terras (historicamente feudais), apelando aos seus medos das políticas trabalhistas de esquerda socialistas e bolcheviques e das greves urbanas e rurais. Os fascistas prometeram um bom clima de negócios com mão de obra econômica, salários e estabilidade política; e o Partido fascista estava a caminho do poder.
O historiador Charles F. Delzell relata: "Inicialmente, o Partido Revolucionário fascista concentrou-se em Milão e em algumas outras cidades. Ganhou terreno lentamente, entre 1919 e 1920; só depois do susto provocado pela "ocupação das fábricas" pelos trabalhadores no final do verão de 1920 é que o fascismo se generalizou de fato. Os industriais começaram a apoiar financeiramente Mussolini depois que ele renomeou seu partido e retirou seu antigo apoio a Lenin e à Revolução Russa. Além disso, no final de 1920, o fascismo começou a se espalhar para o campo, buscando o apoio de grandes proprietários de terras, particularmente na área entre Bolonha e Ferrara, um reduto tradicional da esquerda e palco de violência frequente. Organizadores socialistas e católicos de trabalhadores rurais naquela região, Veneza Júlia, Toscana e até mesmo na distante Apúlia, foram logo atacados por esquadrões fascistas de Camisas Negras, armados com óleo de rícino, cassetetes e armas mais letais. A era de squadrismo e as expedições noturnas para incendiar sedes trabalhistas socialistas e católicas haviam começado. Durante esse período, os esquadrões fascistas de Mussolini também se envolveram em ataques violentos contra a Igreja, onde "vários padres foram assassinados e igrejas incendiadas pelos fascistas". 

## Empoderamento do fascismo
O uso pela Itália de tropas de choque de elite ousadas, conhecidas como Arditi, a partir de 1917, foi uma influência importante no fascismo.  Os Arditi eram soldados especificamente treinados para uma vida de violência e usavam uniformes exclusivos de camisa preta e chapéus fez.  Os Arditi formaram uma organização nacional em novembro de 1918, a Associazione fra gli Arditi d'Italia, que em meados de 1919 contava com cerca de vinte mil jovens.  Mussolini apelou para os Arditi e os squadristi fascistas, desenvolvidos após a guerra, foram baseados nos Arditi. 
A Primeira Guerra Mundial inflou a economia da Itália com grandes dívidas, desemprego (agravado por milhares de soldados desmobilizados), descontentamento social com greves, crime organizado  e insurreições anarquistas, socialistas e comunistas.  Quando o governo eleito do Partido Liberal Italiano não conseguiu controlar a Itália, o líder fascista Mussolini tomou as rédeas da situação, combatendo-as com os Camisas Negras, esquadrões paramilitares de veteranos da Primeira Guerra Mundial e ex-socialistas, quando primeiros-ministros como Giovanni Giolitti permitiram que os fascistas tomassem a lei em suas mãos.  A violência entre os socialistas e as milícias squadristi, na sua maioria auto-organizadas, especialmente no campo, aumentou tão dramaticamente que Mussolini foi pressionado a declarar uma trégua para promover a "reconciliação com os socialistas".  Assinado no início de agosto de 1921, Mussolini e o Partido Socialista Italiano (PSI) concordaram com o Pacto de Pacificação, que foi imediatamente condenado pela maioria dos líderes do squadrismo. O pacto de paz foi oficialmente denunciado durante o Terceiro Congresso Fascista, de 7 a 10 de novembro de 1921.
O governo liberal preferia a colaboração de classes fascista ao conflito de classes do Partido Comunista da Itália, caso assumisse o governo como os bolcheviques de Vladimir Lenin na recente Revolução Russa de 1917,  embora Mussolini tivesse originalmente elogiado a Revolução de Outubro de Lenin  e se referido publicamente a si mesmo em 1919 como "Lenin da Itália". 
O Manifesto da Luta Fascista (junho de 1919) da PFR apresentou os princípios político-filosóficos do fascismo. O manifesto foi escrito pelo sindicalista nacional Alceste De Ambris e pelo líder do movimento futurista Filippo Tommaso Marinetti.  O manifesto foi dividido em quatro seções, descrevendo os objetivos do movimento nos campos político, social, militar e financeiro. 

Mussolini e a mar a dos Camisas Negras sobre Roma em outubro de 1922

No início da década de 1920, o apoio popular à luta do movimento fascista contra o bolchevismo chegava a cerca de 250.000 pessoas. Em 1921, os fascistas metamorfosearam-se no PNF e alcançaram legitimidade política quando Mussolini foi eleito para a Câmara dos Deputados em 1922.  Embora o Partido Liberal tenha mantido o poder, os primeiros-ministros governantes mostraram-se efémeros, especialmente o do quinto primeiro-ministro Luigi Facta, cujo governo se mostrou vacilante. 
Para depor a fraca democracia parlamentar, o deputado Mussolini (com apoio militar, empresarial e da direita liberal) lançou a mar a do PNF sobre Roma (27 a 31 de outubro de 1922), um golpe de estado para derrubar o primeiro-ministro Luigi Facta e assumir o governo da Itália para restaurar o orgulho nacionalista, reiniciar a economia, aumentar a produtividade com controles trabalhistas, remover os controles econômicos e comerciais e impor a lei e a ordem.  Em 28 de outubro, enquanto a "mar a" acontecia, o Rei Vítor Emanuel III retirou seu apoio ao Primeiro-ministro Facta e nomeou o líder do PNF, Benito Mussolini, como o sexto Primeiro-ministro da Itália.
A mar a sobre Roma tornou-se um desfile de vitória: os fascistas acreditavam que o seu sucesso era revolucionário e tradicionalista.  

### Economia

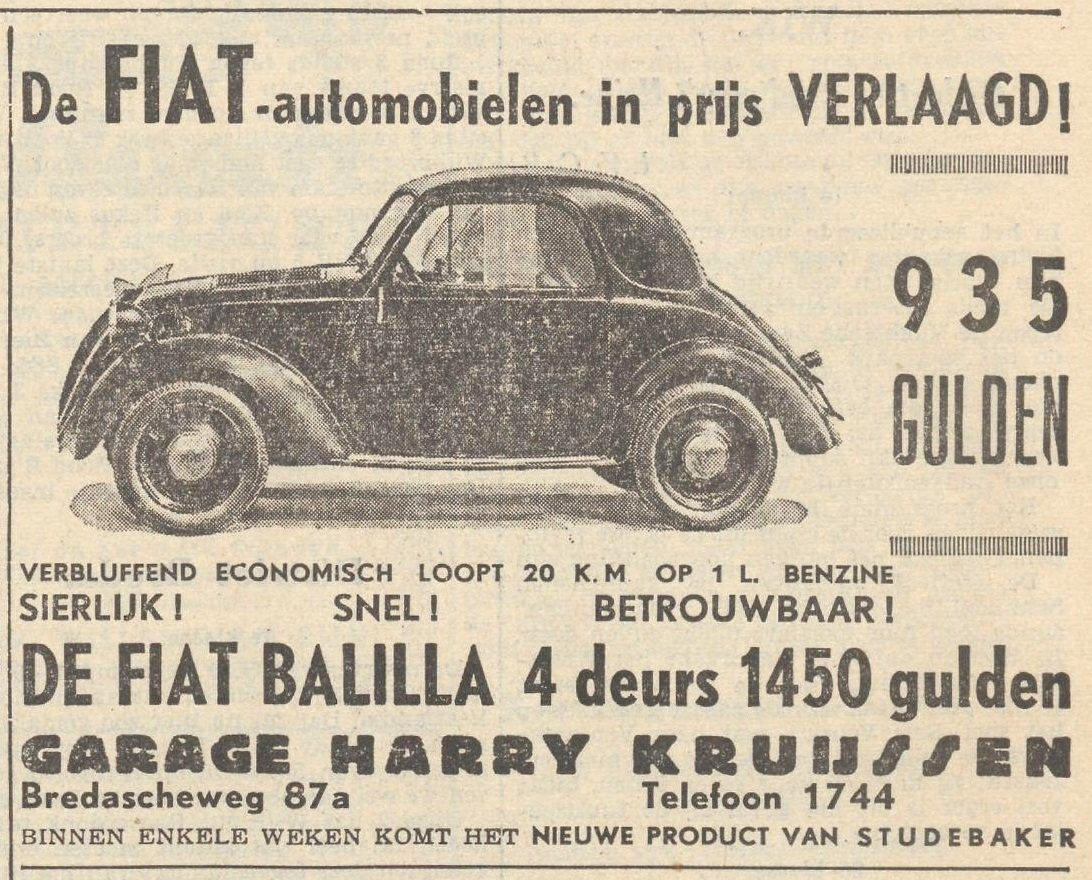
Anúncio da Fiat holandesa de 1939

Até 1925, quando o economista liberal Alberto de' Stefani, embora ex-membro dos squadristi, foi removido de seu cargo como Ministro da Economia (1922-1925), o governo de coalizão da Itália conseguiu reiniciar a economia e equilibrar o orçamento nacional. Stefani desenvolveu políticas económicas que estavam alinhadas com os princípios do liberalismo clássico, como a abolição dos impostos sobre heranças, luxo e capital estrangeiro;  e seguros de vida (1923)  e os monopólios estatais de comunicações foram privatizados e assim por diante. Durante a era do governo de coalizão da Itália, as políticas pró-negócios aparentemente não contradiziam o financiamento estatal aos bancos e à indústria. O cientista político Franklin Hugh Adler referiu-se a este período de coligação entre a nomeação de Mussolini como primeiro-ministro em 31 de outubro de 1922 e a sua ditadura de 1925 como "Liberal-Fascismo, um tipo de regime híbrido, instável e transitório sob o qual o quadro jurídico-institucional formal do regime liberal foi conservado", que ainda permitia o pluralismo, eleições competitivas, liberdade de imprensa e o direito dos sindicatos à greve.  Os líderes do Partido Liberal e os industriais pensaram que poderiam neutralizar Mussolini tornando-o chefe de um governo de coligação, enquanto Luigi Albertini observou que "ele estará muito mais sujeito à influência". 
Um dos primeiros atos do primeiro-ministro Mussolini foi o financiamento de 400 milhões de liras para Gio. Ansaldo & C, uma das mais importantes empresas de engenharia do país. Após a crise deflacionária de 1926, bancos como o Banco di Roma (Banco de Roma), o Banco di Napoli (Banco de Nápoles) e o Banco di Sicilia (Banco da Sicília) também foram financiados pelo Estado.  Em 1924, uma empresa privada fundou a Unione Radiofonica Italiana (URI) como parte da empresa Marconi, à qual o governo fascista italiano concedeu o monopólio oficial de transmissão de rádio. Após a derrota do fascismo em 1944, a URI tornou-se Radio Audizioni Italiane (RAI) e foi renomeada RAI — Radiotelevisione Italiana com o advento da televisão em 1954.

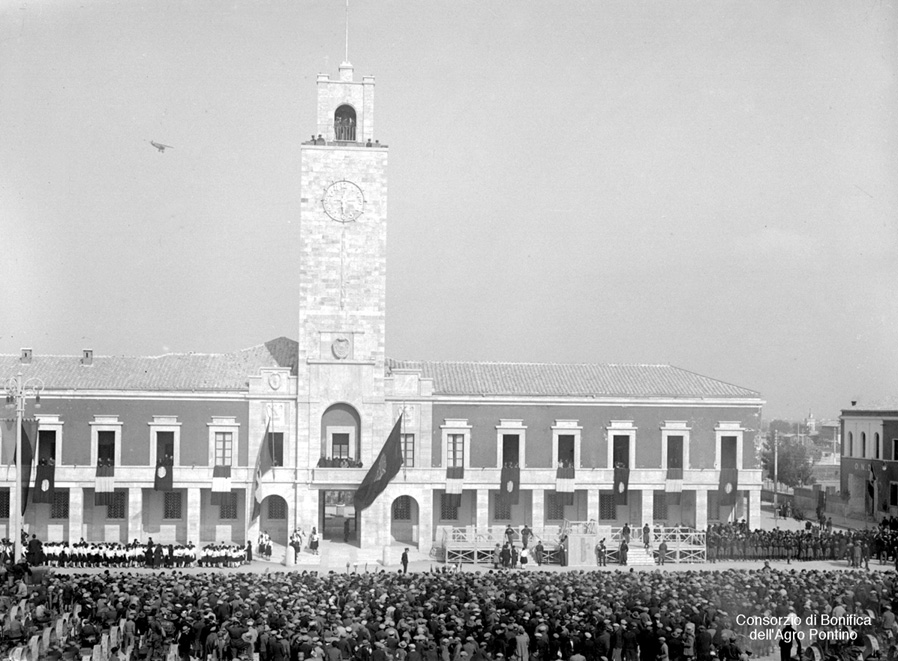
A inauguração da Littoria em 1932

Dada a natureza predominantemente rural da economia italiana naquele período, a agricultura era vital para as políticas econômicas e a propaganda fascista. Para fortalecer a produção nacional italiana de grãos, o governo fascista estabeleceu em 1925 políticas protecionistas que acabaram fracassando (veja a Batalha pelos Grãos).
A partir de 1926, seguindo o Pacto do Palácio Vidoni e as Leis Sindicais, os negócios e o trabalho foram organizados em 12 associações separadas, proibindo ou integrando todas as outras. Essas organizações negociaram contratos de trabalho em nome de todos os seus membros, com o Estado atuando como árbitro. O Estado tendia a favorecer a grande indústria em detrimento da pequena indústria, do comércio, da banca, da agricultura, do trabalho e dos transportes, embora cada sector tivesse oficialmente uma representação igual.  As práticas de preços, produção e distribuição eram controladas por associações de empregadores, e não por empresas individuais, e os sindicatos trabalhistas negociavam contratos coletivos de trabalho que vinculavam todas as empresas do setor específico. A execução dos contratos era difícil e a grande burocracia atrasava a resolução dos conflitos laborais. 
Depois de 1929, o regime fascista combateu a Grande Depressão com programas massivos de obras públicas, como a drenagem dos Pântanos Pontinos, o desenvolvimento da energia hidroeléctrica, a melhoria das ferrovias e o rearmamento.  Em 1933, o Istituto per la Ricostruzione Industriale (IRI – Instituto para a Reconstrução Industrial) foi criado para subsidiar empresas falidas e logo controlou partes importantes da economia nacional por meio de empresas ligadas ao governo, entre elas a Alfa Romeo. O Produto Nacional Bruto da economia italiana aumentou 2 por cento; a produção automóvel aumentou, especialmente a da empresa automóvel Fiat;  e a indústria aeronáutica estava a desenvolver-se.  Especialmente após as sanções da Liga das Nações de 1936 contra a invasão italiana da Etiópia, Mussolini defendeu fortemente o agrarismo e a autarquia como parte de suas "batalhas" econômicas pela terra, a lira e os grãos. Como primeiro-ministro, Mussolini participou fisicamente com os trabalhadores na execução do trabalho; o legado de "política como teatro" de Gabriele D' Annunzio produziu grandes imagens de propaganda de Il Duce como "Homem do Povo".  
Um ano após a criação do IRI, Mussolini gabou-se à sua Câmara dos Deputados: "Três quartos da economia italiana, industrial e agrícola, estão nas mãos do Estado".   À medida que a Itália continuava a nacionalizar a sua economia, o IRI "tornou-se proprietário não só dos três bancos italianos mais importantes, que eram claramente grandes demais para falir, mas também da maior parte das indústrias italianas".  Durante este período, Mussolini identificou suas políticas econômicas com o "capitalismo de estado" e o "socialismo de estado", que mais tarde foi descrito como "dirigismo econômico", um sistema econômico onde o estado tem o poder de direcionar a produção econômica e a alocação de recursos.  Em 1939, a Itália fascista atingiu a maior taxa de propriedade estatal de uma economia no mundo, além da União Soviética,  onde o estado italiano "controlava mais de quatro quintos do transporte marítimo e da construção naval da Itália, três quartos da sua produção de ferro-gusa e quase metade da de aço". 

### Relação com a Igreja Católica

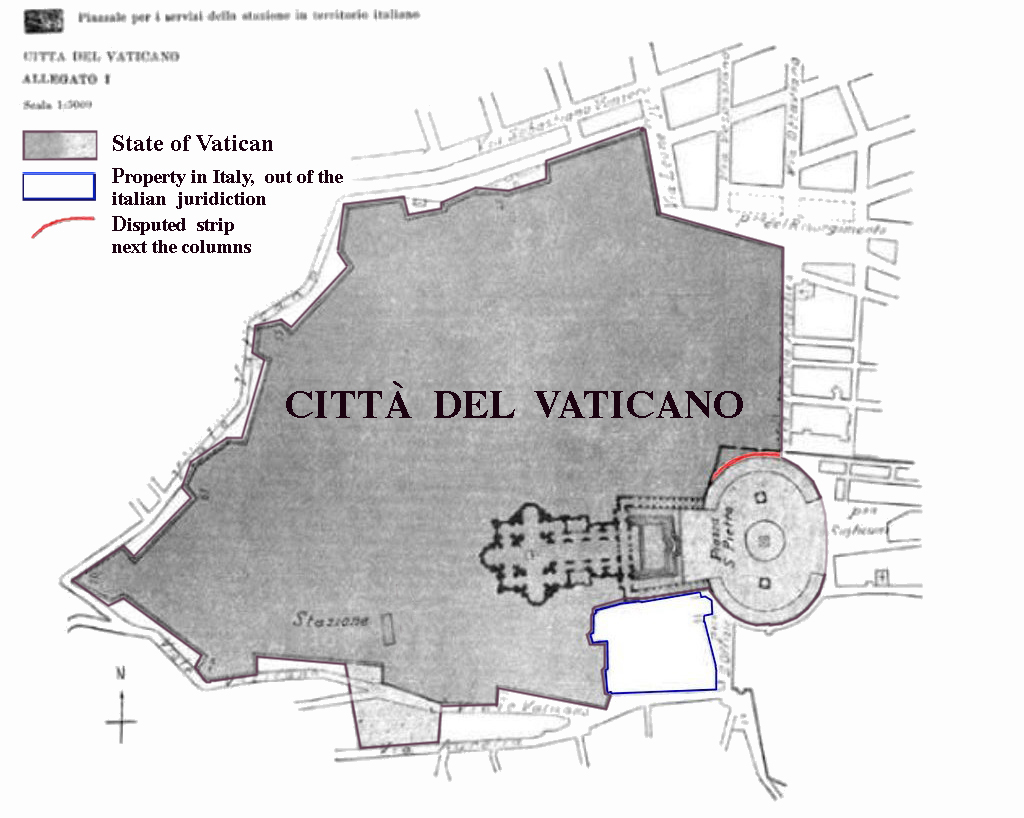
A Questão Romana foi resolvida com o território da Cidade-Estado do Vaticano em 1929 (ver Tratado de Latrão).

No século XIX, as forças do Risorgimento (1815–1871) conquistaram Roma e tomaram o controle dela do Papado, que se viu doravante como um prisioneiro no Vaticano. Em fevereiro de 1929, como chefe de governo italiano, Mussolini concluiu o conflito não resolvido entre a Igreja e o Estado da Questão Romana (La Questione romana) com o Tratado de Latrão entre a Itália Fascista e a Santa Sé, estabelecendo o microestado da Cidade do Vaticano em Roma. Após a ratificação do Tratado de Latrão, o papado reconheceu o estado da Itália em troca do reconhecimento diplomático da Cidade do Vaticano,  compensações territoriais, introdução do ensino religioso em todas as escolas públicas da Itália   e 50 milhões de libras esterlinas que foram transferidas de ações de bancos italianos para uma empresa suíça, a Profima SA. Registros de guerra britânicos do Arquivo Nacional em Kew também confirmaram a Profima SA como a empresa do Vaticano que foi acusada durante a Segunda Guerra Mundial de se envolver em "atividades contrárias aos interesses dos Aliados". O historiador de Cambridge John F. Pollard escreveu no seu livro que este acordo financeiro garantiu que o "papado [...] nunca mais seria pobre". 
Pouco tempo depois da assinatura do Tratado de Latrão, Mussolini foi quase “excomungado” devido à sua “intratável” determinação de impedir que o Vaticano tivesse controlo sobre a educação.  Em resposta, o Papa protestou contra a “adoração pagã do Estado” de Mussolini e a imposição de um “juramento exclusivo de obediência” que obrigava todos a apoiar o fascismo.  Declarando certa vez, na sua juventude, que “a religião é uma espécie de doença mental”,  Mussolini “queria a aparência de ser muito favorecido pelo Papa” e, simultaneamente, “não estar subordinado a ninguém”.  A viúva de Mussolini atestou no seu livro de 1974 que o seu marido era "basicamente irreligioso até aos últimos anos da sua vida". 

### Influência fora da Itália
O modelo de governo fascista teve muita influência além da Itália. No período entre guerras de vinte e um anos, muitos cientistas políticos e filósofos buscaram inspiração ideológica na Itália. O estabelecimento da lei e da ordem por Mussolini na Itália e na sua sociedade foi elogiado por Winston Churchill,  Sigmund Freud,  George Bernard Shaw  e Thomas Edison  enquanto o governo fascista combatia o crime organizado e a máfia siciliana. 
O fascismo italiano foi copiado pelo Partido Nazista de Adolf Hitler, pela Organização Fascista Russa, pelo Movimento Nacional Fascista Romeno (Fáscia Nacional Romena, Movimento Cultural e Econômico Nacional Ítalo-Romeno) e os fascistas holandeses foram baseados no jornal Verbond van Actualisten de H. A. Sinclair de Rochemont e Alfred Haighton. O Partido Fascista de San Marino estabeleceu um governo fascista inicial em San Marino e sua base político-filosófica era essencialmente o fascismo italiano. No Reino da Iugoslávia, Milan Stojadinović estabeleceu sua União Radical Iugoslava. Eles usavam camisas verdes e bonés Šajkača e usavam a saudação romana. Stojadinović também adotou o título de Vodja (com o mesmo significado de Duce ou Führer). Na Suíça, o coronel pró-nazi Arthur Fonjallaz da Frente Nacional tornou-se um fervoroso admirador de Mussolini depois de visitar a Itália em 1932 e defendeu a anexação italiana da Suíça enquanto recebia ajuda estrangeira fascista.  O país foi anfitrião de duas atividades político-culturais italianas: o Centro Internacional de Estudos Fascistas (CINEF — Centre International d' Études Fascistes ) e o congresso de 1934 do Comitê de Ação para a Universalidade de Roma (CAUR — Comitato d' Azione della Università de Roma ).  Na Espanha, o escritor Ernesto Giménez Caballero, em Genio de España (O Gênio da Espanha, 1932), defendeu a anexação italiana da Espanha, liderada por Mussolini, que presidia um império católico romano latino internacional. Ele então progrediu para uma associação próxima ao Falangismo, o que levou ao descarte da anexação espanhola à Itália. 

## Intelectuais fascistas italianos
- Benito Mussolini
- Massimo Bontempelli
- Giuseppe Bottai
- Enrico Corradini
- Carlo Costamagna
- Julius Evola
- Enrico Ferri
- Giovanni Gentile
- Corrado Gini
- Agostino Lanzillo
- Curzio Malaparte
- Filippo Tommaso Marinetti
- Robert Michels
- Angelo Oliviero Olivetti
- Sergio Panunzio
- Giovanni Papini
- Giuseppe Prezzolini
- Alfredo Rocco
- Edmondo Rossoni
- Margherita Sarfatti
- Ardengo Soffici
- Ugo Spirito
- Giuseppe Ungaretti
- Gioacchino Volpe

## Slogans fascistas italianos

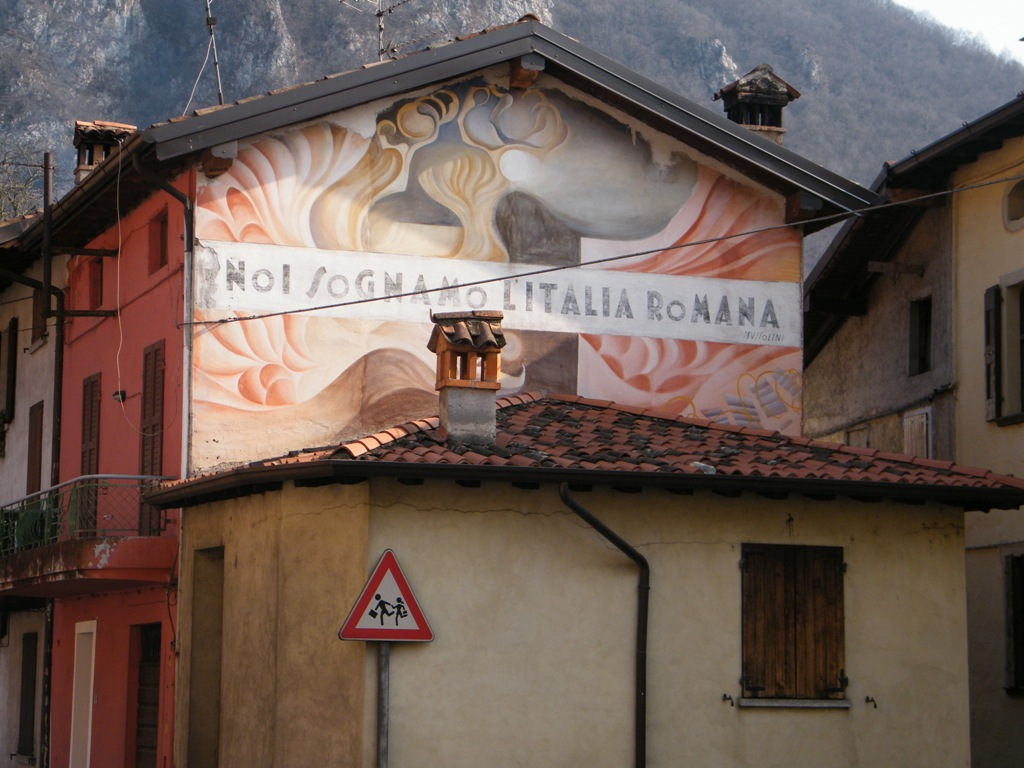
"Sonhamos com uma Itália romana" era um dos muitos slogans fascistas.

- Me ne frego ("Eu não dou a mínima!"), o lema fascista italiano. [180]
- Libro e moschetto, fascista perfetto ("Livro e mosquete, fascista perfeito").
- Tutto nello Stato, niente al di fuori dello Stato , nulla contro lo Stato ("Tudo no Estado, nada fora do Estado, nada contra o Estado"). [181]
- Credere, obbedire, combattere ("Acredite, obedeça, lute"). [182]
- Quem é fechado é perdido ("Quem hesita está perdido").
- Se avanzo, seguitemi; se inditreggio, uccidetemi; se muoio, vendicatemi ("Se eu avançar, siga-me. Se eu recuar, mate-me. Se eu morrer, vingue-me"). Emprestado do general realista francês Henri de la Rochejaquelein.
- Viva il Duce ("Vida longa ao Líder").
- La guerra è per l'uomo come la maternità è per la donna ("A guerra está para o homem assim como a maternidade está para a mulher"). [183]
- Boia chi molla ("Quem desiste é um velhaco"); o primeiro significado de "boia" é "carrasco, carrasco", mas neste contexto significa "canalha, velhaco, vilão, canalha, patife, canalha" e também pode ser usado como uma exclamação de forte irritação ou decepção ou como um adjetivo pejorativamente superlativo (por exemplo, tempo boia, "tempo horrível"). [184]
- Molti nemici, molto onore ("Muitos inimigos, muita honra"). [185]
- È l'aratro che traccia il solco, ma è la spada che lo difende ("O arado corta o sulco, mas a espada o defende").
- Dux mea lux ("O Líder é minha luz"), frase em latim.
- Duce, a noi ("Duce, para nós"). [186]
- Mussolini ha sempre ragione ("Mussolini tem sempre razão"). [187]
- Vincere, e vinceremo ("Para vencer, e venceremos!").
- O con noi, o contro di noi ("Ou você está conosco ou contra nós"). [188]

## Antifascismo italiano

### Durante a ditadura de Benito Mussolini

Bandeira de Arditi del Popolo, um machado cortando um fasces. Arditi del Popolo foi um grupo militante antifascista fundado em 1921 na Itália.

Na Itália, o regime fascista de Mussolini usou o termo antifascista para descrever seus oponentes. A polícia secreta de Mussolini era oficialmente conhecida como Organização para Vigilância e Repressão ao Antifascismo. Durante a década de 1920, no Reino da Itália, antifascistas, muitos deles do movimento trabalhista, lutaram contra os violentos Camisas Negras e contra a ascensão do líder fascista Benito Mussolini. Depois que o Partido Socialista Italiano (PSI) assinou um pacto de pacificação com Mussolini e suas Fasces de Combate em 3 de agosto de 1921,  e os sindicatos adotaram uma estratégia legalista e pacificadora, os membros do movimento operário que discordavam dessa estratégia formaram os Arditi del Popolo. 
A Confederação Geral Italiana do Trabalho (CGL) e o PSI se recusaram a reconhecer oficialmente a milícia antifascista e mantiveram uma estratégia legalista e não violenta, enquanto o Partido Comunista da Itália (PCd'I) ordenou que seus membros deixassem a organização. O PCd'I organizou alguns grupos militantes, mas as suas acções foram relativamente menores.  O anarquista italiano Severino Di Giovanni, que se exilou na Argentina após a mar a sobre Roma de 1922, organizou vários atentados contra a comunidade fascista italiana.  O liberal antifascista italiano Benedetto Croce escreveu seu Manifesto dos Intelectuais Antifascistas, publicado em 1925.  Outros notáveis antifascistas liberais italianos da época foram Piero Gobetti e Carlo Rosselli. 

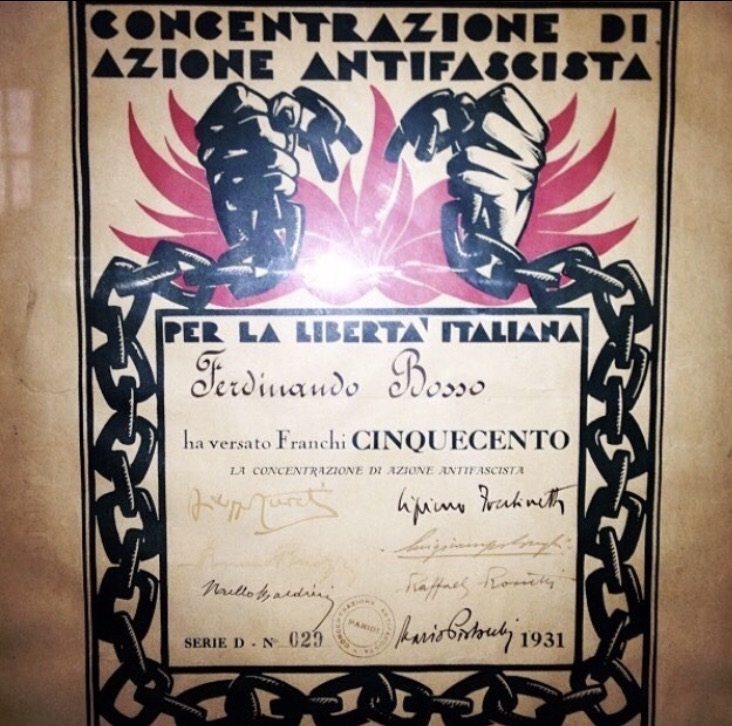
Distintivo de 1931 de membro da Concentrazione Antifascista Italiana

Concentrazione Antifascista Italiana (Concentração Antifascista Italiana), oficialmente conhecida como Concentrazione d'Azione Antifascista (Concentração de Ação Antifascista), foi uma coalizão italiana de grupos antifascistas que existiu de 1927 a 1934. Fundada em Nérac, França, por italianos expatriados, a CAI era uma aliança de forças antifascistas não comunistas (republicanas, socialistas, nacionalistas) que tentavam promover e coordenar ações de expatriados para combater o fascismo na Itália; eles publicaram um jornal de propaganda intitulado La Libertà.   

Bandeira da Giustizia e Libertà, movimento antifascista ativo de 1929 a 1945

Giustizia e Libertà (Justiça e Liberdade) foi um movimento de resistência antifascista italiano, ativo de 1929 a 1945.  O movimento foi cofundado por Carlo Rosselli,  Ferruccio Parri, que mais tarde se tornou primeiro-ministro da Itália, e Sandro Pertini, que se tornou presidente da Itália, estavam entre os líderes do movimento.  Os membros do movimento tinham várias crenças políticas, mas compartilhavam a crença na oposição ativa e eficaz ao fascismo, em comparação aos antigos partidos antifascistas italianos. Giustizia e Libertà também conscientizou a comunidade internacional sobre as realidades do fascismo na Itália, graças ao trabalho de Gaetano Salvemini.
Muitos antifascistas italianos participaram da Guerra Civil Espanhola com a esperança de dar o exemplo de resistência armada à ditadura de Franco contra o regime de Mussolini; daí o seu lema: "Hoje na Espanha, amanhã na Itália". 
Entre 1920 e 1943, vários movimentos antifascistas estiveram ativos entre os eslovenos e croatas nos territórios anexados à Itália após a Primeira Guerra Mundial, conhecidos como mar a Juliana.   A mais influente foi a organização insurgente militante TIGR, que realizou inúmeras sabotagens, bem como ataques a representantes do Partido Fascista e aos militares.   A maior parte da estrutura clandestina da organização foi descoberta e desmantelada pela Organização para a Vigilância e Repressão do Antifascismo (OVRA) em 1940 e 1941,  e depois de junho de 1941 a maioria dos seus antigos ativistas juntou-se aos Partisans Eslovenos.
Durante a Segunda Guerra Mundial, muitos membros da resistência italiana deixaram suas casas e foram viver nas montanhas, lutando contra fascistas italianos e soldados nazistas alemães durante a Guerra Civil Italiana. Muitas cidades na Itália, incluindo Turim, Nápoles e Milão, foram libertadas por revoltas antifascistas. 

### Pós-Segunda Guerra Mundial

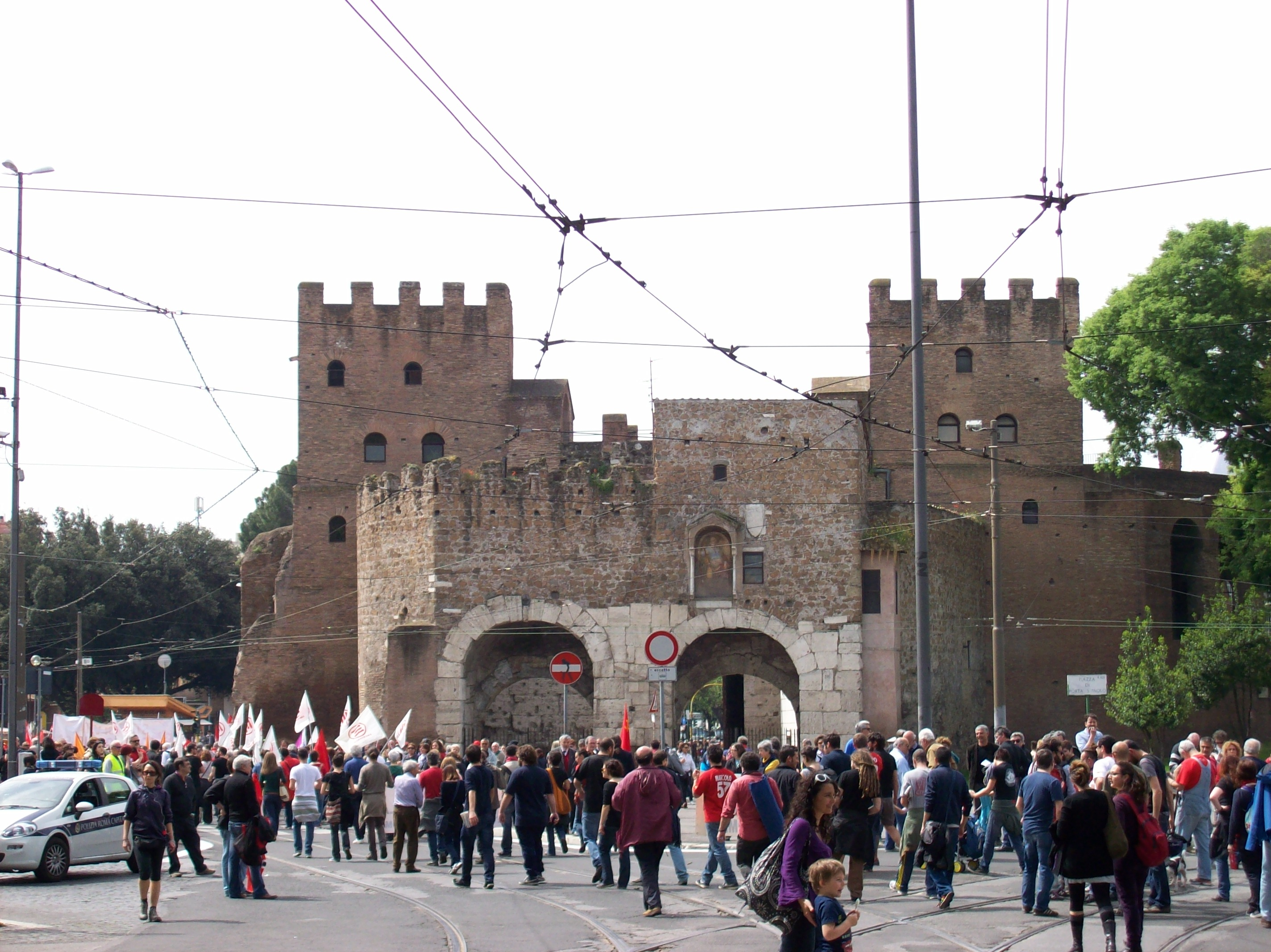
Manifestação antifascista na Porta San Paolo, em Roma, Itália, por ocasião do Dia da Libertação, em 25 de abril de 2013

A constituição italiana de hoje é o resultado do trabalho da Assembleia Constituinte, que foi formada pelos representantes de todas as forças antifascistas que contribuíram para a derrota das forças nazistas e fascistas durante a libertação da Itália. 
O Dia da Libertação é um feriado nacional na Itália que comemora a vitória do movimento de resistência italiano contra a Alemanha Nazista e a República Social Italiana, estado-fantoche dos nazistas e estado remanescente dos fascistas, na Guerra Civil Italiana, uma guerra civil travada na Itália durante a Segunda Guerra Mundial, que ocorre em 25 de abril. A data foi escolhida por convenção, pois era o dia do ano de 1945, quando o Comitê de Libertação Nacional da Alta Itália (CLNAI) proclamou oficialmente a insurgência em um anúncio de rádio, propondo a tomada do poder pelo CLNAI e proclamando a sentença de morte para todos os líderes fascistas (incluindo Benito Mussolini, que foi baleado três dias depois). 

Logotipo da ANPI

A Associazione Nazionale Partigiani d'Italia (ANPI; "Associação Nacional dos Partisans Italianos") é uma associação fundada por participantes da resistência italiana contra o regime fascista italiano e a subsequente ocupação nazista durante a Segunda Guerra Mundial . A ANPI foi fundada em Roma em 1944  enquanto a guerra continuava no norte da Itália. Foi constituída como uma fundação de caridade em 5 de abril de 1945. Ela persiste devido à atividade de seus membros antifascistas. Os objetivos da ANPI são a manutenção do papel histórico da guerra de guerrilha por meio de pesquisas e da coleta de histórias pessoais. Os seus objetivos são a defesa contínua contra o revisionismo histórico e o apoio ideal e ético aos elevados valores de liberdade e democracia expressos na constituição de 1948, na qual foram recolhidos os ideais da resistência italiana.  Desde 2008, a cada dois anos a ANPI organiza seu festival nacional. Durante o evento, são organizados encontros, debates e concertos musicais que abordam o antifascismo, a paz e a democracia. 
Bella ciao ("Adeus, linda") é uma canção folclórica italiana modificada e adotada como um hino do movimento de resistência italiano pelos guerrilheiros que se opuseram ao nazismo e ao fascismo e lutaram contra as forças de ocupação da Alemanha Nazista, que estavam aliadas à fascista e colaboracionista República Social Italiana entre 1943 e 1945 durante a Guerra Civil Italiana. Versões desta canção antifascista italiana continuam a ser cantadas em todo o mundo como um hino de liberdade e resistência.  Como um hino de liberdade conhecido internacionalmente, foi entoado em muitos eventos históricos e revolucionários. A canção originalmente se alinhava com os guerrilheiros italianos que lutavam contra as tropas de ocupação nazistas alemãs, mas desde então passou a representar apenas os direitos inerentes de todas as pessoas de serem libertadas da tirania.  

#### Geral
- Acemoglu, Daron; De Feo, Giuseppe; De Luca, Giacomo; Russo, Gianluca. 2022. "War, Socialism, and the Rise of Fascism: An Empirical Exploration". The Quarterly Journal of Economics
- De Felice, Renzo. 1977. Interpretations of Fascism, translated by Brenda Huff Everett, Cambridge; London: Harvard University Press ISBN 0674459628.
- Eatwell, Roger. 1996. Fascism: A History. New York: Allen Lane.
- Hughes, H. Stuart. 1953. The United States and Italy. Cambridge, MA: Harvard University Press.
- Kertzer, David I. (2014). The Pope and Mussolini: The Secret History of Pius XI and the Rise of Fascism in Europe. [S.l.]: Oxford University Press. ISBN 978-0198716167
- Mack Smith, Denis. "Mussolini, Artist in Propaganda: The Downfall of Fascism". History Today (Apr 1959) 9#4 pp. 223–232.
- Paxton, Robert O. 2004. The Anatomy of Fascism. New York: Alfred A. Knopf, ISBN 1400040949.
- Payne, Stanley G. 1995. A History of Fascism, 1914–45. Madison, Wisc.: University of Wisconsin Press ISBN 0299148742.
- Reich, Wilhelm. 1970. The Mass Psychology of Fascism. New York: Farrar, Straus & Giroux.
- Seldes, George. 1935. Sawdust Caesar: The Untold History of Mussolini and Fascism. New York and London: Harper and Brothers.
- Alfred Sohn-Rethel. Economy and Class Structure of German Fascism, London, CSE Bks, 1978 ISBN 0906336007.
- Adler, Frank, and Danilo Breschi, eds. Special Issue on Italian Fascism, Telos 133 (Winter 2005).

#### Ideologia fascista
- De Felice, Renzo. 1976. Fascism: An Informal Introduction to Its Theory and Practice: An Interview with Michael Ledeen, New Brunswick, N.J.: Transaction Books ISBN 0878551905.
- Fritzsche, Peter. 1990. Rehearsals for Fascism: Populism and Political Mobilization in Weimar Germany. New York: Oxford University Press. ISBN 0195057805ISBN 0195057805.
- Gregor, A. James "Mussolini's Intellectuals: Fascist Social and Political Thought". Princeton, N. J.: Princeton University Press, 2005. ISBN 978-0691127903ISBN 978-0691127903.
- Griffin, Roger. 2000. "Revolution from the Right: Fascism", chapter in David Parker (ed.) Revolutions and the Revolutionary Tradition in the West 1560–1991, Routledge, London.
- Laqueur, Walter. 1966. Fascism: Past, Present, Future, New York: Oxford: Oxford University Press, 1997.
- Schapiro, J. Salwyn. 1949. Liberalism and The Challenge of Fascism, Social Forces in England and France (1815–1870). New York: McGraw-Hill.
- Laclau, Ernesto. 1977. Politics and Ideology in Marxist Theory: Capitalism, Fascism, Populism. London: NLB/Atlantic Highlands Humanities Press.
- Sternhell, Zeev with Mario Sznajder and Maia Asheri. [1989] 1994. The Birth of Fascist Ideology, From Cultural Rebellion to Political Revolution. Trans. David Maisei. Princeton, NJ: Princeton University Press.

#### Fascismo internacional
- Coogan, Kevin (1999). Dreamer of the Day: Francis Parker Yockey and the Postwar Fascist International. Brooklyn, N.Y.: Autonomedia. ISBN 1570270392
- Gregor, A. James. 2006. "The Search for Neofascism: The Use and Abuse of Social Science". New York: Cambridge University Press.
- Griffin, Roger. 1991. The Nature of Fascism. New York: St. Martin's Press.
- Paxton, Robert O. 2004. The Anatomy of Fascism. New York: Alfred A. Knopf.
- Weber, Eugen. [1964] 1985. Varieties of Fascism: Doctrines of Revolution in the Twentieth Century, New York: Van Nostrand Reinhold Company, contains chapters on fascist movements in different countries.
- Wallace, Henry. "The Dangers of American Fascism". The New York Times, Sunday, 9 abr  1944.
- Trotsky, Leon. 1944. "Fascism, What it is and how to fight it" Pioneer Publishers (pamphlet).